# Jack Kirby
Jack Kirby  (n. 28 august 1917, New York City, New York, SUA – d. 6 februarie 1994, Thousand Oaks, California, SUA) a fost un artist, scriitor și editor american de benzi desenate , considerat pe scară largă drept unul dintre cei mai mari inovatori ai mediului și unul dintre cei mai prolifici și mai influenți creatori ai săi. 
A crescut în New York City și a învățat să deseneze figuri de desene animate urmărind personaje din benzi desenate și desene animate editoriale. A intrat în industria benzilor desenate în curs de dezvoltare în anii 1930, desenând diverse elemente de benzi desenate sub diferite pseudonime, inclusiv Jack Curtiss , înainte de a se stabili în cele din urmă pe Jack Kirby. În 1940, el și scriitorul-editor Joe Simon au creat personajul super-erou de mare succes Captain America pentru Timely Comics, predecesorul Marvel Comics. În anii 1940, Kirby a făcut echipă în mod regulat cu Simon, creând numeroase personaje pentru acea companie și pentru National Comics Publications, care ulterior a devenit DC Comics.